# Andy Scott (calciatore)
Andrew Scott, detto Andy (Epsom, 2 agosto 1972), è un allenatore di calcio ed ex calciatore inglese, di ruolo attaccante.

## Biografia
Suo fratello minore Rob è stato a sua volta un calciatore professionista; i due hanno anche giocato insieme sia nel Sutton Utd che nello Sheffield Utd.

## Carriera

### Giocatore
Dopo aver giocato nelle giovanili del Wimbledon FC, nel 1992, all'età di 20 anni, va a giocare con i semiprofessionisti del Sutton Utd, club di Isthmian League (sesta divisione). Nel dicembre del 1992 passa allo Sheffield Utd, club di prima divisione, con cui nella seconda metà della stagione 1992-1993 gioca 2 partite segnando anche una rete; viene riconfermato in squadra anche per la stagione 1992-1993, nella quale le Blades retrocedono in seconda divisione, ed in cui lui segna un gol in ulteriori 15 presenze, per poi segnare 5 reti in 51 presenze totali nell'arco delle successive tre stagioni, tutte in seconda divisione, ed intervallate anche da un prestito di alcuni mesi in terza divisione al Chesterfield nei primi mesi della stagione 1996-1997 (5 presenze e 3 reti) e da un ulteriore prestito in terza divisione al Bury (8 presenze, senza mai segnare) nella parte finale della stagione 1996-1997.
A cavallo tra il 1997 ed il 2001 gioca poco meno di quattro stagioni (arriva a stagione iniziata nel 1997, e si trasferisce nel gennaio del 2001) ai londinesi del Brentford, sempre in terza divisione fatto salvo per la stagione 1998-1999, terminata con una promozione dalla quarta alla terza divisione; con le Bees totalizza complessivamente 143 presenze e 37 reti fra tutte le competizioni ufficiali (di cui 125 presenze e 30 reti in incontri di campionato). Nella seconda metà della stagione 2000-2001 è invece all'Oxford Utd, che lo acquista per 150000 sterline, e dove le sue 7 reti in 21 presenze non sono sufficienti ad evitare la retrocessione delle U's in quarta divisione, categoria in cui poi Scott tra il 2001 ed il 2004 segna 19 reti in 74 presenze, per poi passare ai londinesi del Leyton Orient, dove trova la rete in 10 occasioni giocando 47 partite nell'arco di una stagione e mezzo di permanenza, terminata la quale, nel 2005, si ritira.
In carriera ha totalizzato complessivamente 335 presenze e 73 reti nelle prime quattro divisioni del calcio inglese, segnando almeno una rete in ciascuna di esse.

### Allenatore
Subito dopo il ritiro diventa allenatore delle giovanili del Leyton Orient, incarico che mantiene fino al termine della stagione 2006-2007, quando fa ritorno al Brentford (nel frattempo nuovamente retrocesso in quarta divisione) come vice allenatore alle dipendenze di Terry Butcher. L'11 dicembre 2007, all'esonero di quest'ultimo, Scott diventa allenatore ad interim del club, ma dopo 3 vittorie, un pareggio ed una sconfitta in 5 partite viene riconfermato in pianta stabile, concludendo il campionato con un piazzamento a metà classifica. L'anno seguente, complice il contributo determinante dei volti nuovi in rosa voluti da Scott (il portiere Ben Hamer, il difensore centrale Alan John Bennett e gli attaccanti Jordan Rhodes e Billy Clarke), il Brentford vince il campionato, venendo promosso in terza divisione.
Per gestire al meglio l'impatto con la nuova categoria, il tecnico porta in squadra in prestito il portiere polacco dell'Arsenal Wojciech Szczęsny ed acquista a titolo definitivo John Bostock e Toumani Diagouraga, riuscendo a conquistare un nono posto in classifica. Nella stagione 2010-2011, invece, le Bees hanno un buon rendimento nelle coppe (sia in Coppa di Lega che nel Football League Trophy), ma nonostante questo a causa di risultati altalenanti in campionato il 1º febbraio 2011 Scott viene esonerato.
Già nell'aprile del 2011 trova nuovamente squadra, andando al Rotherham Utd in quarta divisione con un contratto triennale valevole a partire dalla stagione 2011-2012; il 19 marzo 2012 viene esonerato, con la squadra che occupava l'undicesimo posto in classifica.
Il 22 febbraio 2013 torna ad allenare in quarta divisione, all'Aldershot Town, club di cui non riesce ad evitare la retrocessione in quinta divisione; nella stagione 2013-2014, nonostante le difficoltà economiche del club, riesce quantomeno ad evitare una seconda retrocessione, piazzandosi al diciannovesimo posto in classifica. L'anno seguente, con il club che occupava la stessa zona della classifica, viene esonerato (il 2 gennaio 2015). Dopo questo esonero Scott non allena nessun altro club, lavorando invece come osservatore per il Brentford, poi come direttore sportivo al Watford ed infine ricoprendo un ruolo dirigenziale legato alle giovanili del club nello Swansea City. Riprende in seguito a lavorare come osservatore, al Nottingham Forest, per poi ricoprire ad interim il ruolo di direttore tecnico al Charlton.

## Palmarès

### Giocatore

#### Competizioni nazionali
- Campionato inglese di quarta divisione: 1

Brentford: 1998-1999

### Allenatore

#### Competizioni nazionali
- Campionato inglese di quarta divisione: 1

Brentford: 2008-2009